# Bekhudi
Bekhudi - bollywoodzki romans, wyreżyserowany w 1992 przez Rahul Rawail. W głównych rolach Kamal Sadanah, Kajol Devgan, Tanuja, Vijayendra Ghatge, Kulbhushan Kharbanda. Muzykę do filmu skomponował Nadeem Shravan.

## Obsada
- Kamal Sadanah jako Rohit
- Kajol jako Radhika
- Tanuja jako Matka Radhiki
- Vijayendra Ghatge jako Ojciec Radhiki
- Ajay Mankotia jako Vicky
- Kulbhushan Kharbanda

## Dodatkowe informacje
- Jest to debiut Kajol
- Tanuja, która gra w filmie matkę Kajol, jest nią w rzeczywistości
- Rolę Rohita początkowo miał zagrać Saif Ali Khan